# Cherbourg National Park
Cherbourg National Park är en park i Australien. Den ligger i delstaten Queensland, omkring 160 kilometer nordväst om delstatshuvudstaden Brisbane.
Runt Cherbourg National Park är det mycket glesbefolkat, med 5 invånare per kvadratkilometer.. Närmaste större samhälle är Murgon, omkring 19 kilometer norr om Cherbourg National Park.
I omgivningarna runt Cherbourg National Park växer huvudsakligen savannskog. Genomsnittlig årsnederbörd är 1 323 millimeter. Den regnigaste månaden är mars, med i genomsnitt 254 mm nederbörd, och den torraste är september, med 31 mm nederbörd.